# PFK Ludogorets
Profesionalen Futbolen Klub Ludogorets (em búlgaro: Професионален футболен клуб Лудогорец) é um clube de futebol búlgaro sediado na cidade de Razgrad.
Foi fundado em 1945 e os seus jogos em casa são disputados no Ludogorets Arena. 

O clube ganhou notoriedade nacional após a venda para o milionário búlgaro Kiril Domuschiev no final de 2010. Após a venda, o clube aumentou seu poder de compra com injeção de capital do novo dono e desde então conquistou o tridecacampeonato búlgaro seguido e boas participações em competições europeias.

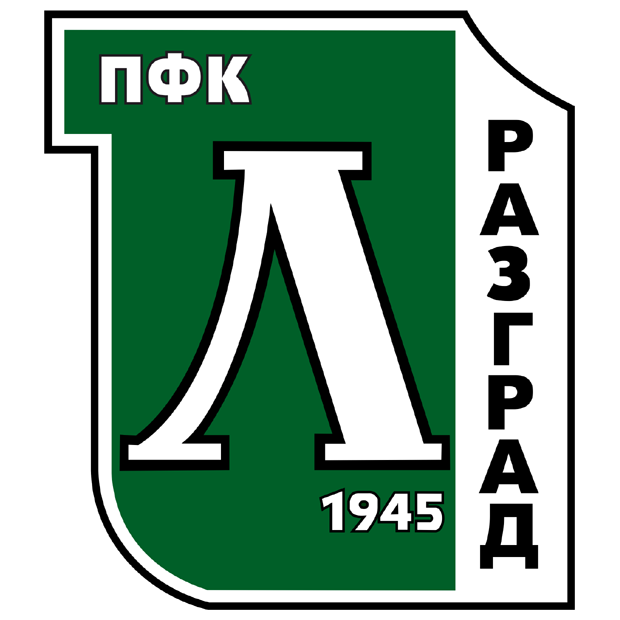
Antigo escudo

## Elenco atual
Última atualização: 13 de março de 2025.

## Títulos
| Nacionais | Nacionais             | Nacionais | Nacionais |
|           | Competição            | Títulos   | Temporadas |
| --------- | --------------------- | --------- | --- |
|           | Campeonato Búlgaro    | 14        | 2011–12, 2012–13, 2013–14, 2014–15, 2015–16, 2016–17, 2017–18, 2018–19, 2019–20, 2020–21, 2021–22, 2022–23, 2023-24, 2024-25 |
|           | Copa da Bulgária      | 4         | 2011–12, 2013–14, 2022-23, 2024-25                                                                                           |
|           | Supercopa da Bulgária | 7         | 2012, 2014, 2018, 2019, 2021, 2022, 2023                                                                                     |